# H2D2
H2D2 (영어: Hyundai Hotel Delivery Droid)는 호텔 배송 서비스 로봇이다.

## 상세
2019년, 현대자동차그룹이 개발했다. H2D2는 고객이 요청한 룸서비스를 지원하고 인간, 사물 등의 주변 환경을 인지하며 배송한다. 
로봇의 본체 디스플레이에 객실 번호와 인증 코드를 입력한 후 배송 물품을 넣으면 이를 전달한다. IoT 기술로 호텔 내부 설비와 정보 교환 및 제어하며, 승강기를 통한 층간 이동이 가능하다. 또한, 배송 과정은 태블릿을 통해 모니터링 가능하다.

## 같이 보기
- 현대자동차그룹
- DAL-e
- 사물인터넷